# New-Style NES
New-Style NES (также NES-101, New NES и NES 2, New Famicom и AV Famicom в Японии (яп. ニューファミコン, Nyū Famikon, и яп. AV 仕様ファミコン, Eibui Shiyō Famikon)) ― игровая приставка, выпущенная компанией Nintendo в 1993 году. Представляет собой уменьшенную и удешевлённую версию консоли Nintendo Entertainment System с изменённым дизайном. Американская и японская версии New-Style NES отличаются между собой внешним видом: на японской New Famicom отсутствует характерный выступ со слотом для картриджей. New- Style NES была снята с производства в 1995 году, а New Famicom на 8 лет позже: в 2003 году, что стало официальным окончанием производства игровых приставок серии NES.

## История
Игровая приставка New-Style NES была выпущена в 1993 году компанией Nintendo в качестве уменьшенной и удешевлённой версии консоли NES с изменённым дизайном. В Японии приставка официально называется New Famicom, причём она продавалась под названием «Family Computer». Консоль была презентована в Северной Америке 11 октября 1993 года и была выпущена позже в том же месяце с рыночной ценой в $49.95. New-Style NES продавалась под видом оригинальной модели, единственным отличием стало наличие пометки «Новый дизайн» (англ. New design) на упаковке. В Японии продажи приставки начались 1 декабря 1993 года (при этом первоначальной датой выпуска было 21 октября того же года) с ценой в ¥6,800. NES 2 не была выпущена в Европейском регионе.
New-Style NES была снята с производства в августе 1995 года. New Famicom была снята с производства в сентябре 2003 года вместе с Super Famicom Jr. из-за частичного дефицита, что стало концом производства консолей серии NES/Famicom; поддержка службы перезаписи дисков для Famicom Disk System была прекращена в то же время.

## Описание
Новый дизайн был создан Лэнсом Барром; New-Style NES получила вертикальный слот для картриджей, чтобы не допустить технические проблемы, аналогичные проблемам слота оригинальной NES. На данной игровой приставке был убран чип 10NES, тем самым позволяя играть на ней в нелицензионные игры. На консоли был также убран композитный видеовыход, оставив тем самым только радиочастотный выход. «Нинтендо» позже выпустила версию консоли, в которой радиочастотный выход был заменён аудио-видео выходом; такое решение было также использовано на SNES. Вместе с приставкой шёл контроллер, дизайн которого был основан на контроллере SNES. Он получил прозвище «кость для собаки» (англ. dog bone), потому что напоминал одноимённую игрушку для домашних животных. Контроллер также продавался отдельно от приставки за $15.

### New Famicom
Консоль New Famicom внешне схожа с New-Style NES, но у неё отсутствует характерный выступ на месте слота для картриджей, чтобы вмещать картриджи Famicom, которые меньше картриджей NES, и адаптер оперативной памяти для Famicom Disk System. Вместе с New Famicom также шли контроллеры, аналогичные таковым на New-Style NES. Это позволяло легко заменять сломанные контроллеры, в отличие от незаменяемых на оригинальной Famicom; однако игры, использовавшие микрофон на одном из контроллеров Famicom, не были совместимы с New Famicom из-за отсутствия микрофона на новой игровой приставке. Хотя New Famicom включал в себя композитный видеовыход, приставка не была оборудована аудио-видео кабелем или адаптером переменного тока, продававшимися отдельно, так как Nintendo считала, что потенциальные покупатели имели у себя Super Famicom, имевшую совместимые с New Famicom провода.